# کاروانسرا (گغارکونیک)
کاروانسرا (به لاتین: Karvansara) یک منطقه مسکونی در ارمنستان است که در استان گغارکونیک واقع شده است.